# Pipeta

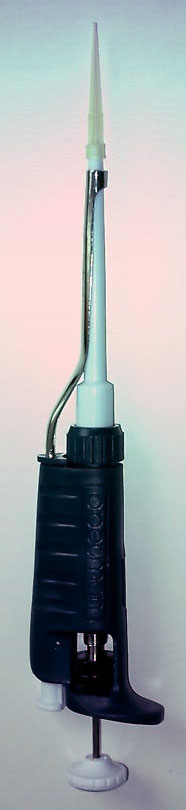
Micropipeta manual.

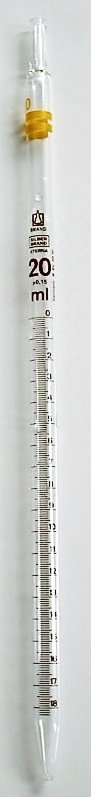
Pipeta de vidro.

Pipeta é um instrumento de medição e transferência rigorosa de volumes líquidos.
As pipetas classificadas como graduadas possuem uma escala para medir volumes variáveis; as volumétricas possuem apenas um traço final, para indicar um volume fixo e final, sendo suas medições mais rigorosas.
Para sua utilização é necessário uma pró-pipeta ou pompete, um pipet-aid ou um macro-filler. Estes podem ser colocados na ponta superior da pipeta, produzindo um abaixamento da pressão de seu interior e provocando a aspiração do líquido de tal forma a preencher a pipeta no volume desejado.
Um outro tipo de pipetas, usado especialmente em laboratórios de análises clínicas que englobam laboratórios de biologia, bioquímica, ou para transferência de volume reduzido, é a micropipeta manual, que permite medição de volumes da ordem de microlitros, porém, com menor precisão do que as pipetas graduadas e volumétricas. Este tipo de pipeta utiliza pontas (no Brasil são chamadas ponteiras) descartáveis, feitas de polipropileno. O líquido aspirado por elas não entra ou não deve entrar no corpo principal da micropipeta, sob risco de adulterá-la.
Para a biologia molecular, são utilizadas pontas com um filtro de polipropileno para não haver uma contaminação da micropipeta. A micropipeta pode ser digital e eletrônica. A maioria das micropipetas é monocanal mas também existem micropipetas multicanais (de 8 e 12 canais).
A micropipeta mais precisa do mundo foi inventada pelo Laboratório Nacional de Brookhaven e mede zeptolitros.

## Pipetas manuais
- Volumétrica - É utilizada para medir e transferir volume de líquidos, não podendo ser aquecida, pois possui grande precisão de medida. Medem um único volume, o que caracteriza sua precisão[1];
- Pipeta Mohr - Dispensa de volume variável;
- Sorológica - Dispensa de volume variável;
- Ostwald-Folin - Dispensa de volume fixo;
- Lambda - Dispensa de volume fixo;
- Pipeta graduada - Possui grande precisão em sua medição, e é a mais comum em laboratórios.[2]

## Pipetas Eletrônicas
- Micropipeta digital monocanal - Dispensa de volume fixo ou variável;
- Micropipeta digital multicanal - Dispensa de volume variável;
- Micropipeta electrónica - Dispensa de volume fixo ou variável;
- Micropipeta electrónica multicanal - Dispensa de volume variável.